# Huitième circonscription de Budapest
La huitième circonscription de Budapest est l'une des dix-huit circonscriptions électorales de la capitale hongroise. Elle a été créée lors du redécoupage électoral de 2011 puis est devenue effective lors des élections législatives hongroises de 2014.

## Description géographique et démographique
La circonscription englobe le 14e arrondissement mis à part une petite partie délimitée par la ligne de chemin de fer vers la gare de Rákosrendező, Fogarasi út, Tihanyi utca, Vezér utca, Miltusz utca, Álmos vezér útja, Nagy Lajos király útja, Mogyoródi út, Csernyus utca, Egressy út, Vezér utca et Csömöri út.
Selon le recensement de 2011, la circonscription compte 109 184 habitants dont 94 289 adultes (48 153 hommes et 61 031 femmes).

## Députés
Pour voir les députés et les résultats de la première circonscription entre 1990 et 2011, voir l'article sur les anciennes circonscriptions de Budapest.